# ラムシュタイン＝ミーゼンバッハ
ラムシュタイン＝ミーゼンバッハ (独: Ramstein-Miesenbach)はドイツ連邦共和国 ラインラント＝プファルツ州カイザースラウテルン郡にある市。ラムシュタイン＝ミーゼンバッハ連合自治体 (独: Verbandsgemeinde Ramstein-Miesenbach) の行政庁所在地である。

## 姉妹都市
- - マキエヴィル(Maxéville) （フランス ）
- - ゴールズボロ(Goldsboro) （アメリカ ）
- - Balatonlelle （ハンガリー ）